# Yurimagua
Yurimagua (Zurimagua, Jurimagua, Jurimauá), indijansko pleme na kraju 17 stoljeća bilo naseljeno u bazenu gornje Amazone, između rijeka Jutai i Juruá na području današnjeg Perua i Brazila. Antonio de Alcedo ih locira južno od rijeke Maranhon. Poznati su po opisima češkog jezuitskog misionara i istraživača Amazone Samuela Fritza.
Antonio de Alcedo kaže u svojem Rječniku (izdanom 1815)... da imaju selo una obali rijeke Guallaga (Huallaga) kojeg su misionari nazvali Nuestra Senora de las Nieves Yurimaguas
Prema Frizovim opisima, žene ovog i susjednog plemena Aysuares, ratuju lukom i strijelama, čiji izvor možda leži u Orellaninim pričama.

## Vanjske poveznice
- Female Warrior of the Yurimagua Tribe.